# Estevenant
Au Moyen Âge, l'estevenant est une monnaie d'argent ou de billon frappée par l'archevêque de Besançon, dans le comté de Bourgogne. On trouve également les termes estievenant et estevenois. Son nom provient du bras-reliquaire de saint Étienne représenté sur une des faces de la pièce.